# Maxmilián Kolaja
Maxmilián Kolaja (23. května 1883 Vlkoš – 10. října 1966 Letovice) byl moravský učitel, folklorista, polonista, vězeň za nacistické okupace.

## Život
Narodil se v rodině domkáře Jana Kolaji a jeho manželky Františky, rozené Kristové. Dne 1. února 1916 se v Újezdu u Brna oženil s Valerií Eliášovou (1894). Manželé Kolajovi měli dvě děti – Jiřího a Jitku Tardy.
V roce 1906 vystudoval s vyznamenáním gymnázium v Kyjově, do roku 1910 studoval češtinu, němčinu, polštinu a ruštinu na univerzitě v Praze. V letech 1910–1915 vyučoval jako suplující učitel češtinu na reálném gymnáziu v Moravské Ostravě a v Brně. V roce 1918 byl jmenován skutečným učitelem na Státní průmyslové škole v Brně, kde setrval do roku 1948.
V letech 1923–1955 pracoval jako lektor polštiny na Masarykově univerzitě v Brně. V roce 1930 byl vyslán jako jeden z lektorů češtiny k volyňským Čechům do Lucku. R. 1934 získal titul PhDr. na Filozofické fakultě Masarykovy Univerzity.
Maxmilián Kolaja byl aktivním členem mnoha spolků, jako tzv. akademický feriální klub Mojmír v Kyjově (klub absolventů uherskohradišťského gymnázia, předseda), akademický odbor Českoslovanské jednoty v Praze (předseda), Kroužek českých slavistů a Kroužek českých germanistů na univerzitě v Praze (člen výboru), Sokol (Praha, Ostrava, Brno), Klub za starou Prahu, pěvecký spolek Hlahol, Spolek českých profesorů odborných v Brně, Moravské kolo spisovatelů, Matice školská, Československo-polský klub (spoluzakladatel), Družstvo Národního divadla v Brně, Slovácký krúžek v Praze (první předseda) a v Brně, Výbor spolků slovanské vzájemnosti v Brně (předseda), Společnost československo-polského přátelství (Československo–polská společnost, předseda).
V rámci preventivní zatýkací akce Albrecht I. byl pro své polonofilství 1. září 1939 (den přepadení Polska Německem) gestapem zatčen a několik týdnů vězněn na brněnském Špilberku. V Brně bydlel na adrese Gomperzova 4 (nyní Bezručova/Mahenova). Závěr života strávil těžce nemocný v nemocnici v Letovicích, kde také zemřel.

### Ocenění
- rytíř Řádu znovuzrozenéno Polska (Polonia restituta);[12] poté, co Polsko v roce 1938 anektovalo část Těšínska, tento řád vrátil[2]
- Zlatý záslužný kříž[2]

## Dílo

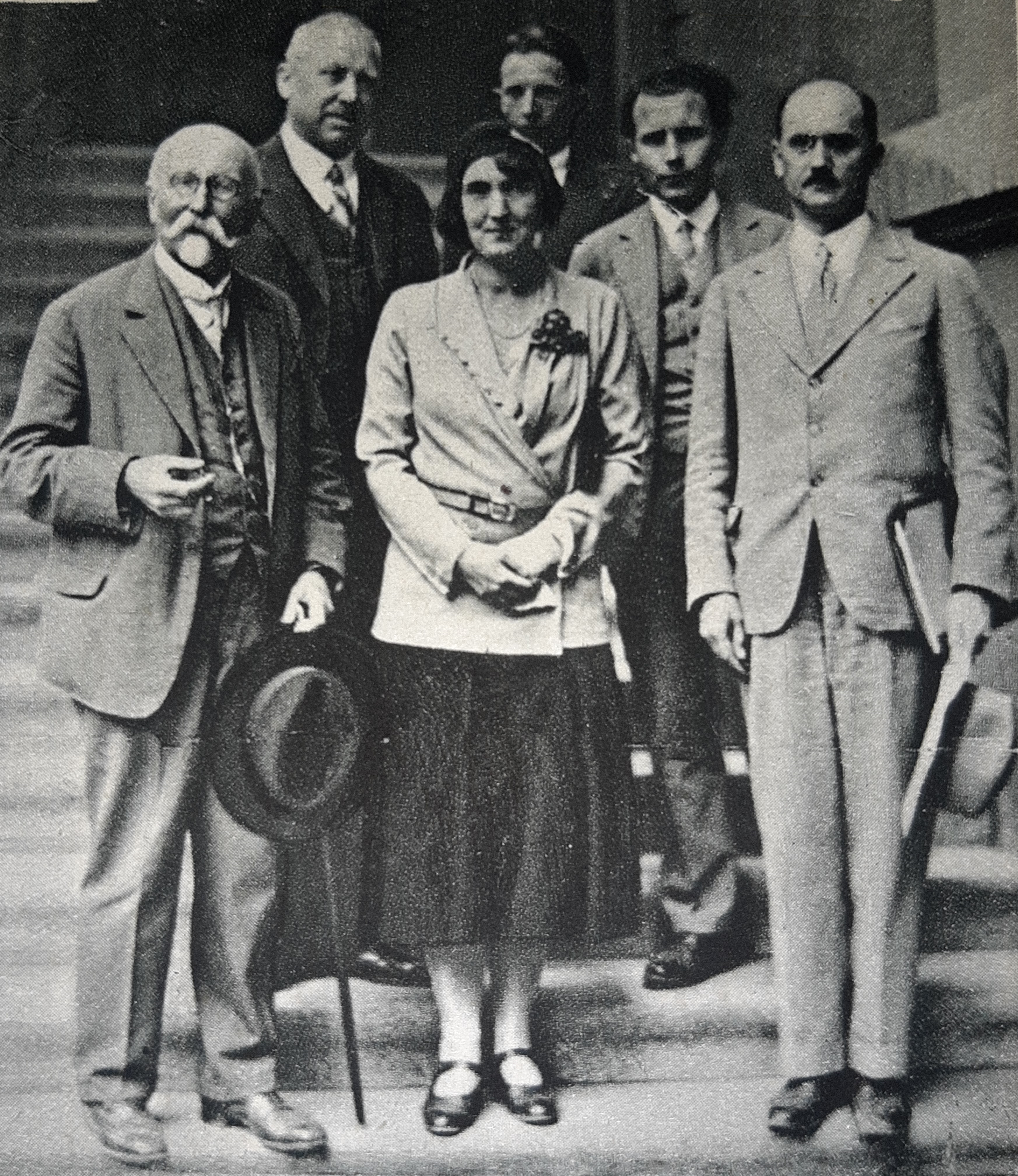
Maxmilian Kolaja (druhý zleva) a Stanislav Souček (rektor MU, první zleva) při návštěvě prof. dr. Zikmunda Myslakowskeho, Brno 1931

### Knižní vydání
- Nářečí vlkošské – dizertační práce, 1934
- Nářečí na Kyjovsku a Ždánsku: popis a rozbor se slovníkem a mapkou – Kyjov: Učitelstvo okresu kyjovsko-ždánského, 1934
- Mluvnice a učebnice jazyka polského: první učebnice polštiny pro Čechy – Praha: Státní nakladatelství, 1947

### Jiné
- Mluvme a pišme správně česky! – Napsal prof. František Pulec; prohlédl a doplnil prof. M. Kolaja. Brno: Dědictví Havlíčkovo, 1929
- Jdeme dál!: K desátému výročí Československo-polského klubu v Brně (1925–1935) – sestavil redakční kruh výboru Československo-polského klubu v Brně. Brno: Československo-polský klub, 1935
- Katalog výstavy obrazů "Nad polským mořem" akademických malířů Petra Pištělky a Jaroslava Votruby: Pavilon K. V. U. "Aleš" v Brně, 6.–27. ledna 1935 – M. Kolaja, Jan Andrýs, Josef Kudela. Brno: K. V. U. Aleš, 1935
- Čtyřicet let československého státního reálného gymnasia Josefa Klvani v Kyjově, 1898–1938 – uspořádala za hlavního vedení M. Kolaji redakční rada. Kyjov. Výbor pro oslavu, 1938
- 25 let Státní průmyslové školy v Brně 1885–1921: 1921–1946 – památník uspořádala za vedení M. Kolaji redakční rada. Brno: Výbor pro oslavu, 1946
- 25 let Státní průmyslové školy stavební v Brně: 1885–1921, 1921–1946; dodatek k památníku – fotografie ... pořídili ... Mojmír Cigánek a Miloš Koreček; památník uspořádala za vedení M. Kolaji redakční rada. Brno: Výbor pro oslavu, 1946
- Malé tisky Národopisného oddělení Moravského musea (NOMM) v Brně, Lidová malba na skle – výstava ze sbírek NOMM v Brně, Horňácké město, Josef Klvaňa – Karel Klusák, Ludvík Kunz, M. Kolaja. Brno: Moravské museum, 1957
- Josef Klvaňa: vzpomínka k stému výročí narození moravského etnografa 22. 1. 1857–13. 8. 1919 – M. Kolaja, Karel Klusák, Ludvík Kunz. Brno: Moravské Museum, 1957